# وحدة مرسيليا آكس أون بروفانس الحضرية
تشير وحدة مرسيليا أيكس أون بروفانس الحضرية، وفقًا للمعهد الوطني للإحصاء والدراسات الاقتصادية، إلى جميع البلديات التي تتمتع باستمرارية البناء حول مدينة مارسيليا. تجمع هذه الوحدة الحضرية، أو التجمع السكاني بالمعنى العام، 1,625,845 نسمة في 50 بلدية على مساحة تبلغ 1,758.2 كيلومتر مربع. تُعد هذه الوحدة ثالث أكبر تجمع سكاني من حيث عدد السكان في فرنسا.